# Apoteket Svanen, Huskvarna

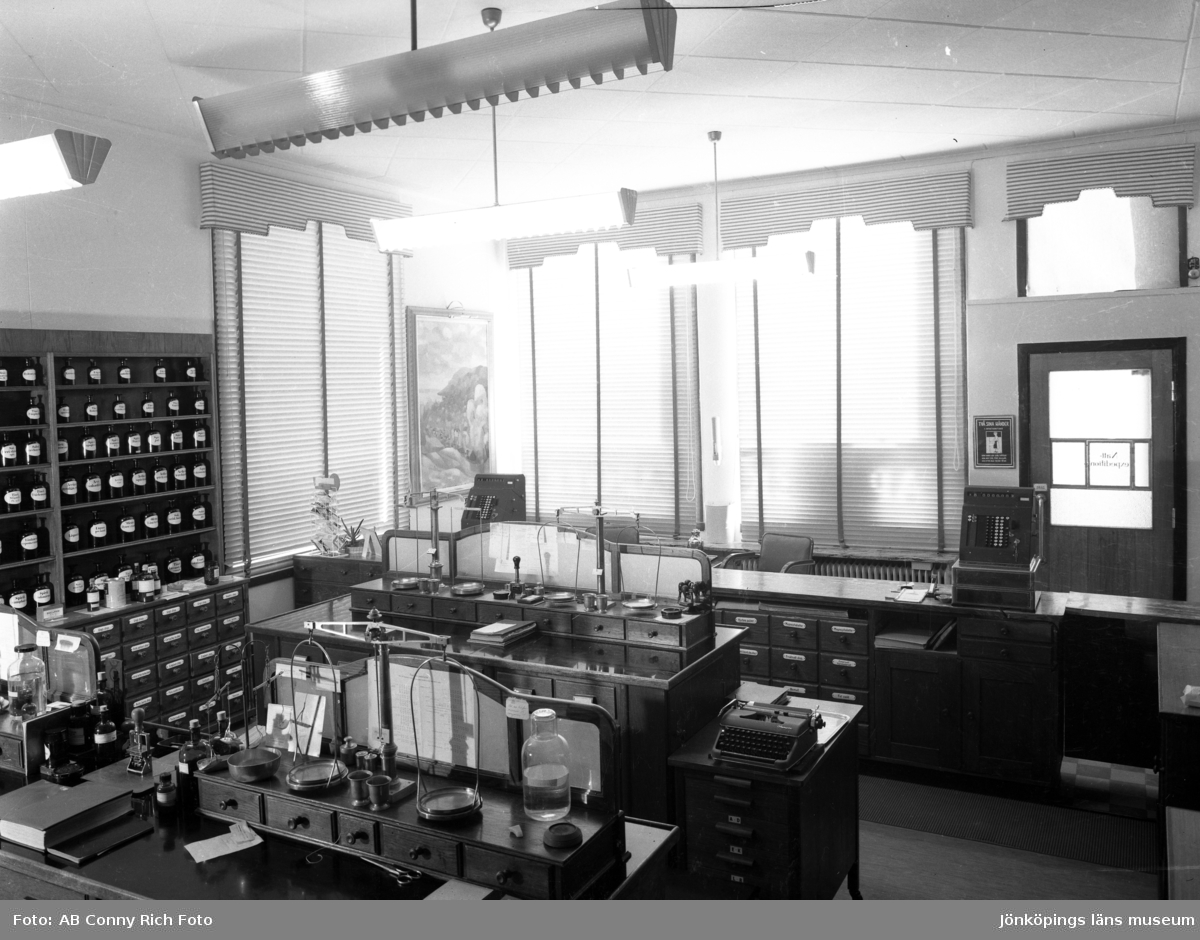
Interiör, 1953. Foto: Conny Rich.

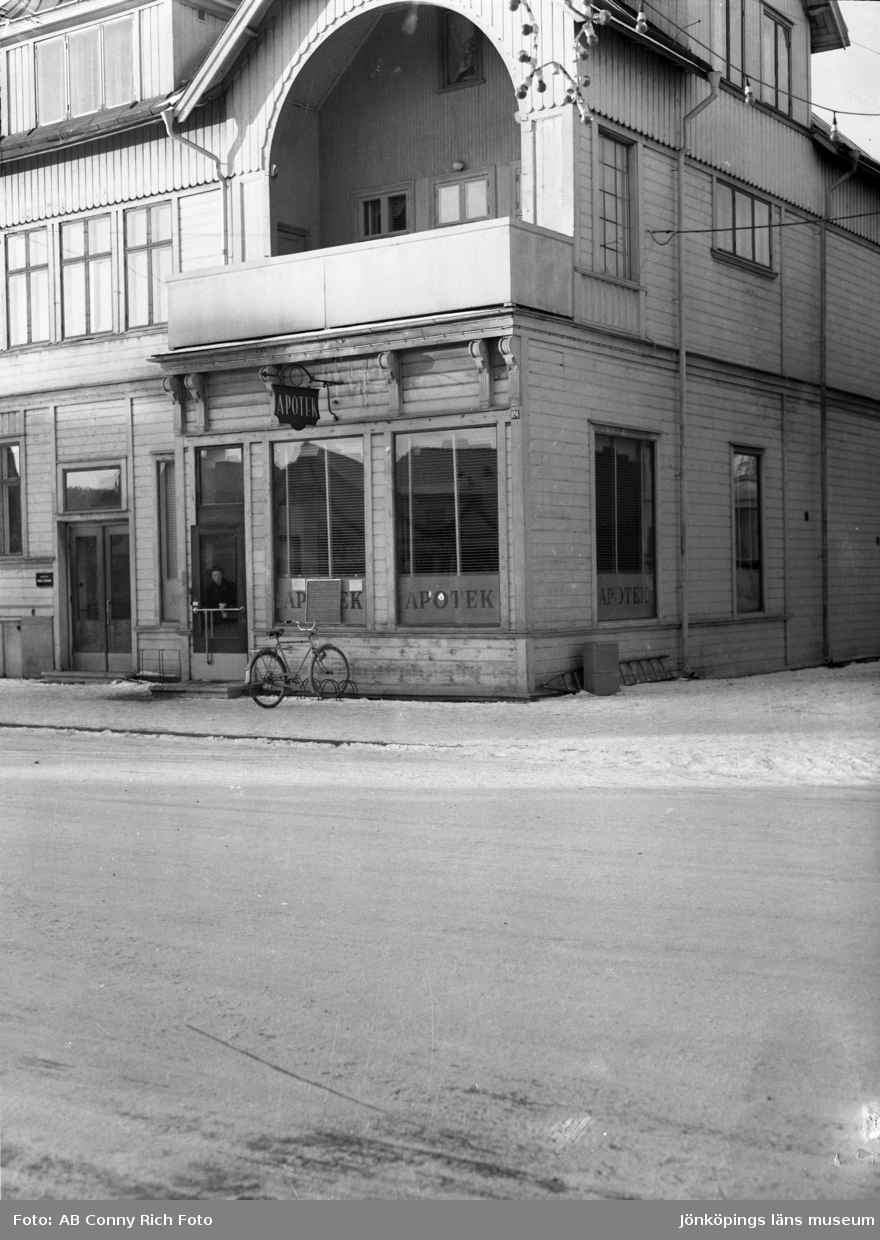
Apoteket Svanen, Rosenborgsgatan 24. Foto: Conny Rich.

Apoteket Svanen var ett apotek i Huskvarna, som inrättades 1906 efter en framställning 1906 från en bystämma i Huskvarna samhälle och ett kungligt brev med bifall till ett apotek i dåvarande samhället Husqvarna i Hakarps landskommun i juli 1905. Privilegium för att driva apoteket, som fick namnet Svanen, gavs 1905 till apotekaren Jens Emanuel Baggesen (1859–1927).
Tidigare hade Huskvarnaborna fått hämta sin medicin i Jönköping eller från ett medikamentförråd, som funnits hos verkmästare Haakon Mohn på Husqvarna Vapenfabrik.
Apoteket Svanens lokaler på Rosenborgsgatan 24 innehöll laboratorium, sköljrum och packrum. 
På apoteket tillverkades de flesta medicinerna hantverksmässigt. Från apoteksstarten fanns också levande blodiglar till salu. Apoteket hade 1906 två anställda och höll öppet vardagar från 8 fm. till kl. 8 em och sön- och helgdagar från 8 fm. till kl. 7 em. Varje stor torgdag var det öppet från halv 8 fm.

## Hjortons pulver
I Huskvarna fick 1903 sin första läkarpraktik, som upprättades av Herman Hjorton (1869–1923).
Denne hade i början av 1910-talet tagit fram den stimulerande drogen Hjortons pulver, som fick ett stort lokalt genomslag i samband med Spanska sjukan 1918–1920 i brist på adekvata läkemedel. Detta pulver bereddes för hand på Apoteket Svanen. Med tiden kom pulvret, som bestod av koffein, fenacetin och fenazon, att i Huskvarna användas som njutnings- och uppiggande medel. Den lokala efterfrågan blev så stor att enbart Apoteket Svanen inte kunde inte producera tillräckliga mängder. Inte ens med apoteken i Gränna och Jönköping blev utbudet tillräckligt, och det utvecklades system med bulvanaffärer och hamstring. Pulvret hade tagits upp i Apotekarnas formelsamling, vilket innebar att det gick att producera det på alla apotek i landet. På så vis skickades Hjortons pulver med post till Huskvarna från platser, där bruket inte var lika stort.
På 1950-talet, när försäljningen kulminerade, såldes mer än 8 000 påsar om dagen av pulvret enbart på Apoteket Svanen.

## Nya lokaler och privatisering
År 1976 flyttade apoteket in i nya lokaler i köpcentret Rosen vid Kungsgatan, och ungefär samtidigt öppnades vårdcentralen i samma byggnad. Hösten 1977 jämnades det gamla apotekshuset med marken.
Vid apoteksprivatiseringen 2009 såldes Apoteket Svanen, som då låg på Jönköpingsvägen 19, till Kronans droghandel.

## Bildgalleri

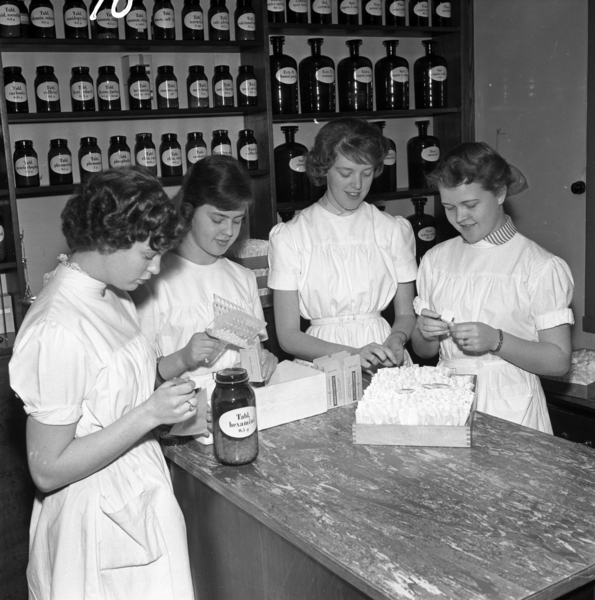
Tillverkning av Hjortons pulver, 1950-talet. Foto: Conny Rich.
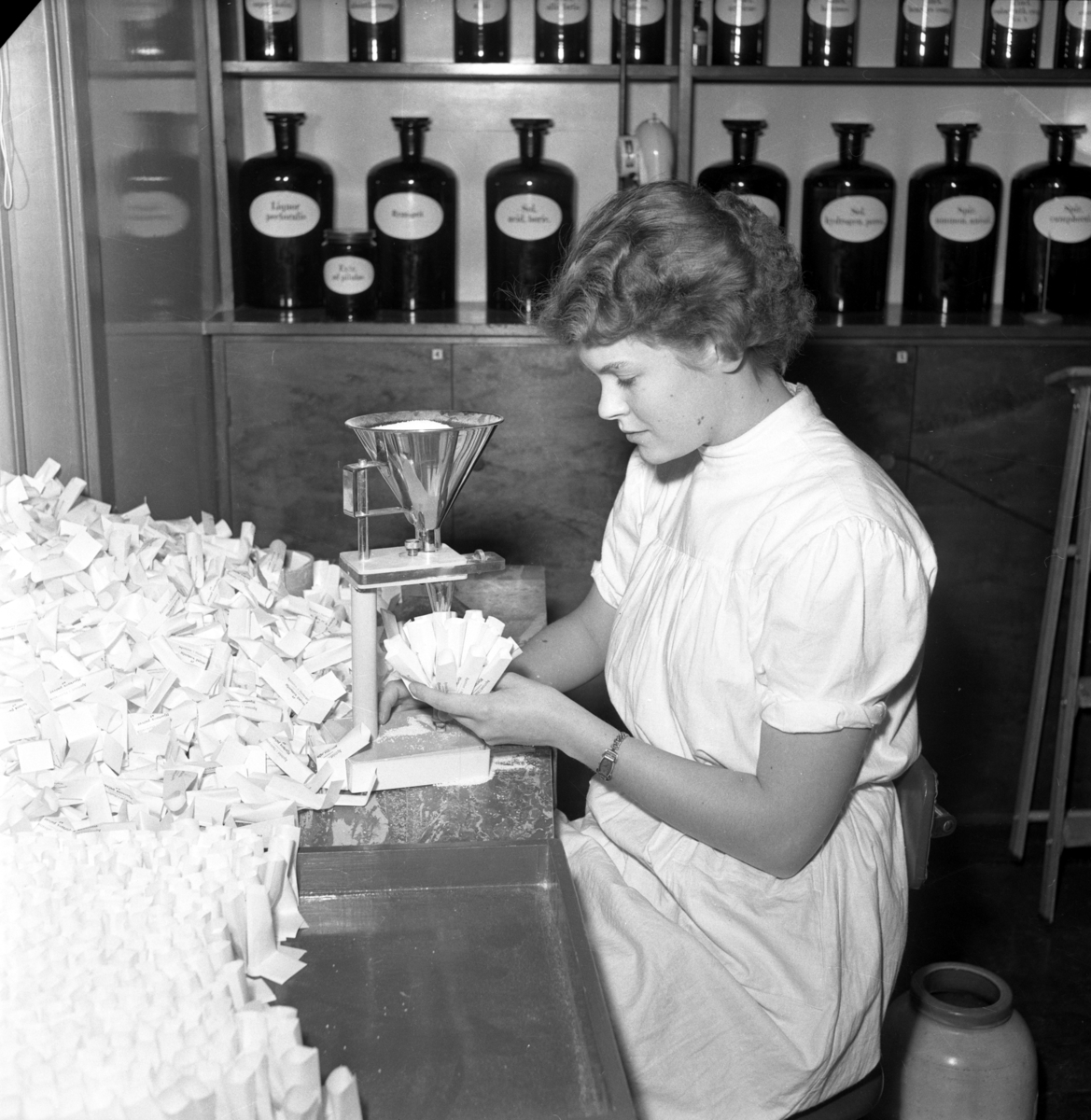
Yvonne Eriksson fyller på förpackningar med Hjortons pulver. Foto: Conny Rich.